# Sararanga
Sararanga Hemsl. – rodzaj drzew z rodziny pandanowatych (Pandanaceae), obejmujący 2 gatunki: Sararanga philippinensis Merr., endemiczny dla filipińskiej wyspy Luzon, i Sararanga sinuosa Hemsl., występujący w północnej części Nowej Gwinei, w Archipelagu Bismarcka oraz na Wyspach Salomona.
Nazwa naukowa rodzaju pochodzi od nazwy zwyczajowego tych roślin (sararang), używanej na Wyspach Salomona.

## Morfologia
PokrójDrzewa osiągające wysokość 20 metrów.
KorzenieRośliny tworzą u nasady pnia korzenie powietrzne.
LiścieUlistenienie skrętoległe, w 4 okółkach.
KwiatyKwiaty jednopłciowe, zebrane w silnie rozgałęzione wiechy złożone, wyrastające wierzchołkowo na pędach. Osie czworokątne, nagie (S. sinuosa) lub pokryte gwiazdowatymi włoskami (S. philipinensis). Okwiat o listkach zrośniętych w miseczkę. Szypułki niemal nieobecne (S. pholipinensis) lub wyraźne (S. sinuosa). Kwiaty męskie z jałowym słupkiem o wyciętych główkach. Kwiaty żeńskie bez prątniczek, położone w sinusoidalnym dwurzędzie. Zalążnie jednokomorowe.
OwoceJagody. Nasiona liczne, o grubej łupinie.

## Systematyka
Według Angiosperm Phylogeny Website (aktualizowany system APG IV z 2016) rodzaj należy do rodziny pandanowatych (Pandanaceae), w rzędzie pandanowców (Pandanales)  zaliczanych do jednoliściennych (monocots).